# Liederjan

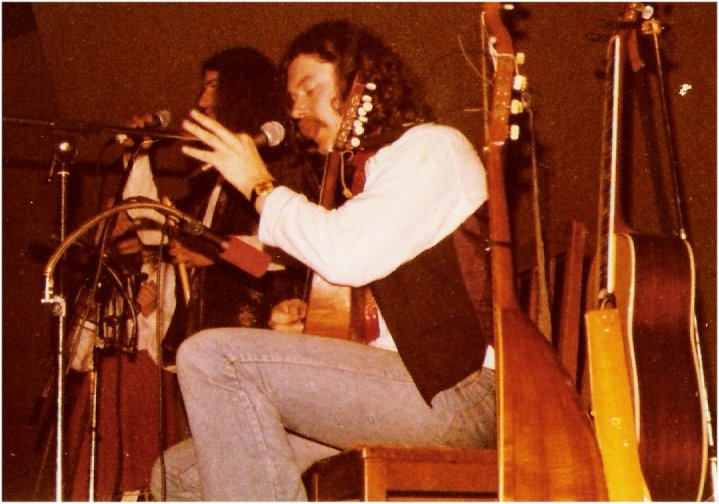
Liederjan (1978)

Liederjan ist eine norddeutsche Folkgruppe.

## Geschichte
Die Gruppe Tramps & Hawkers sang erst irische Volkslieder, orientierte sich aber Anfang der 1970er Jahre hin zu deutschen Volksliedern. Daraus ging 1975 die Gruppe Liederjan hervor.
Die Gruppe sang fast vergessene Lieder, später eigene Lieder. Dabei verwendet das Trio teils ungewöhnliche Zupf- und Streichinstrumente und Harmoniegesang.
1985 wurde Liederjan mit dem Deutschen Kleinkunstpreis und 1991 mit dem Publikumspreis Garchinger Kleinkunstmaske ausgezeichnet.
Von gelegentlichem Mitwirken verschiedener Gastmusiker bei ihren Plattenproduktionen abgesehen, bildete Liederjan immer ein Trio, das sich bei der Gründung aus Anselm Noffke, Jörg Ermisch und Jochen Wiegandt zusammensetzte. Während die ersten beiden mehr als 25 Jahre lang den festen Kern bildeten, wurde der „dritte Mann“ im Laufe der Zeit mehrfach ausgewechselt. So spielten mit Liederjan Rainer Prüss, Edzard Wagenaar, Wolfgang Rieck, Jürgen Leo, Klaus Irmscher und bis Ende 2015 Michael Lempelius.
Durch den Tod von Anselm Noffke am 14. Dezember 2003 verlor die Gruppe drei Jahre nach ihrem 25-jährigen Bühnenjubiläum einen ihrer beiden verbliebenen Gründer. Auf seinen Wunsch und den seiner damaligen Mitspieler hin machte Liederjan aber weiter. Den Platz Anselm Noffkes in dem Trio nahm mit Hanne Balzer zum ersten Mal in der Geschichte der Gruppe eine Frau ein, so dass die vorher aufgekommene scherzhafte Bezeichnung „Älteste Boygroup Deutschlands“ ihre Grundlage verlor.
In dieser Zusammensetzung feierte der laut aktueller Selbstbezeichnung „Musikalische Fachbetrieb seit längerem“ Liederjan im Oktober 2015 in Hamburg sein 40-jähriges Bühnenjubiläum.
Seit Anfang des Jahres 2016 ist der der jüngeren Liedermacherszene entstammende Philip Omlor Mitglied von Liederjan.

## Diskografie
- 1976: Live aus der Fabrik
- 1978: Mädchen, Meister, Mönche
- 1979: Volksmusik aus der heilen Welt
- 1980: Liederbuch
- 1981: Der Mann mit dem Hut
- 1981: Es kann ja nicht immer so bleiben – Ausgabe BRD
- 1982: He, ik mach di
- 1983: Es kann ja nicht immer so bleiben – Ausgabe DDR
- 1983: Unsre Klingel ist kaputt
- 1985: Idiotenclub
- 1988: Mit der Torte durch die Tür
- 1990: Klammheimliche Hits der frühen Achtziger (Sampler)
- 1990: Land in Sicht
- 1994: Wie im Paradies
- 1996: Die Wirrtuosen
- 1999: Loses zum Fest
- 2002: Ach, du meine Goethe
- 2003: Drei Gesellen (Sampler)
- 2003: Wir 3
- 2004: Anselm (Broschüre mit CD zum Andenken an Anselm Noffke)
- 2005: Spielen Sie auch Gitarre?
- 2007: Einmal Canossa und zurück
- 2008: Prost Franz – Trinklieder aus fünf Jahrhunderten
- 2010: Liedertach (zusammen mit Iontach)
- 2010: 7/8, oder am Stück
- 2011: Geschenkt
- 2013: Eins, zwei: Drei im Sauseschritt (Liederjan trifft Wilhelm Busch)
- 2015: 40 Jahre – Sowieso
- 2018: Ernsthaft locker bleiben